# デーヴァ・ラーヤ3世
デーヴァ・ラーヤ3世（Deva Raya III, 生年不詳 - 1465年）は、南インドのヴィジャヤナガル王国、サンガマ朝の君主（在位：1446年 - 1465年）。
マッリカールジュナ・ラーヤ（Mallikarjuna Raya）とも呼ばれる。

## 生涯
1446年、父王デーヴァ・ラーヤ2世が死亡したことにより、息子であるデーヴァ・ラーヤ3世が王位を継承した。
デーヴァ・ラーヤ3世の治世、ヴィジャヤナガル王国の国内では、タミル地方中部をはじめ反乱が相次ぎ、国内は混乱した。
一方でバフマニー朝が有能な宰相マフムード・ガーワーンにより事実上の全盛期を迎えて、ヴィジャヤナガル王国はカーンチープラムまで攻め込まれ、ゴアのみならず、ライチュール地方なども奪われた。
また、オリッサの新興勢力ガジャパティ朝の遠征軍が王国の奥深くまで攻め込み、1464年にはその遠征軍がカーヴェーリ川にまで到達し、ティルチラーパッリにまで至った。
こうしたなか、1465年にデーヴァ・ラーヤ3世は死亡し、甥のヴィルーパークシャ2世が王位を継承した。